# Manuel Breva Perales
Manuel Breva Perales (?- Castellón de la Plana, 29 de agosto de 1936) fue un abogado y político castellonense. 
Se licenció en filosofía y letras, militando inicialmente en la Comunión Tradicionalista, pasando más tarde al partido maurista, del que fue el principal dirigente en la provincia de Castellón. Hasta 1918 dirigió La Gaceta de Levante y fue diputado provincial por Castellón de 1919 a 1923. Al término de la Dictadura de Primo de Rivera se afilió a la Unión Monárquica Nacional. De marzo de 1930 a febrero de 1931 fue alcalde de Castellón, y en 1931 se afilió a la Derecha Regional Agraria, de la que en 1935 fue miembro del Consejo Provincial.
Cuando estalló la guerra civil española fue hecho prisionero por milicianos del Frente Popular y el 29 de agosto de 1936 fue asesinado en Castellón junto a otros 55 prisioneros más, entre ellos Francisco Javier Bosch Marín, José Pascual Viciano, Manuel Cosín Fabregat y Juan Mut Armengol.

## Obras
- Rudimentos de derecho (1915)